# Martelia
Martelia é um género de gastrópode  da família Thiaridae.
Este género contém as seguintes espécies:
- Martelia dautzenbergi Dupuis, 1924
- Martelia tanganyicensis Dautzenberg, 1908